# Breteil
Breteil is een gemeente in het Franse departement Ille-et-Vilaine in de regio Bretagne. De plaats maakt deel uit van het arrondissement Rennes. Breteil telde op 1 januari 2022 3.678 inwoners.

## Verkeer en vervoer
- Spoorweghalte Breteil

## Geografie
De oppervlakte van Breteil bedroeg op 1 januari 2022 14,7 vierkante kilometer; de bevolkingsdichtheid was toen 250,2 inwoners per km².

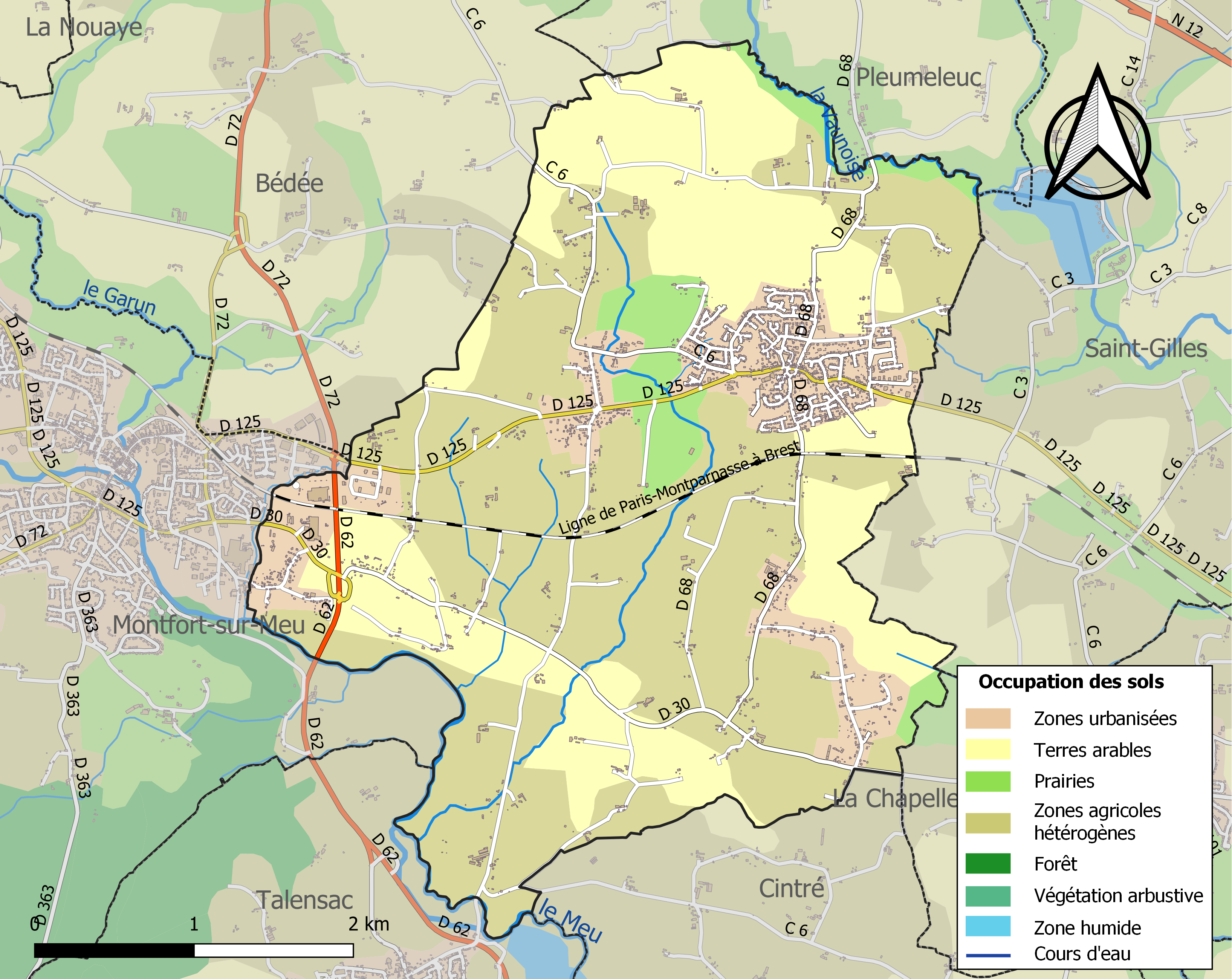
Kaart van de gemeente met belangrijkste infrastructuur, bodemgebruik en omliggende gemeenten

## Demografie
Onderstaande figuur toont het verloop van het inwonertal, bron: INSEE-tellingen. 